# Sénat Wedemeier I
Le sénat Wedemeier I (Senat Wedemeier I) était le gouvernement du Land de Brême du 18 septembre 1985 au 15 octobre 1987, durant la 11e législature du Bürgerschaft. Dirigé par le président du Sénat social-démocrate Klaus Wedemeier, il était soutenu par le seul Parti social-démocrate d'Allemagne (SPD), qui disposait de la majorité absolue au parlement régional.
Il fut formé à la suite de la démission du sénat Koschnick V, en fonction depuis le 10 novembre 1983 et dirigé par Hans Koschnick, au pouvoir depuis 1967.
Le SPD a de nouveau remporté les élections régionales du 13 septembre 1987, ce qui a permis à Wedemeier de former son deuxième Sénat.

## Composition
| Portefeuille                                                                        | Nom                       | Nom                                    | Parti |
| ----------------------------------------------------------------------------------- | ------------------------- | -------------------------------------- | ----- |
| Président du Sénat Sénateur pour les Affaires ecclésiastiques Maire de Brême        |                           | Klaus Wedemeier                        | SPD   |
| Sénateur pour l'Intérieur                                                           |                           | Volker Kröning                         | SPD   |
| Sénateur pour l'Administration de la justice, les Prisons et les Affaires fédérales |                           | Wolfgang Kahrs                         | SPD   |
| Sénateur pour les Finances                                                          |                           | Claus Grobecker                        | SPD   |
| Sénateur pour les Travaux publics                                                   |                           | Bernd Meyer                            | SPD   |
| Sénateur pour les Ports, la Navigation et les Transports                            |                           | Oswald Brinkmann                       | SPD   |
| Sénateur pour l'Économie et le Commerce extérieur                                   |                           | Werner Lenz                            | SPD   |
| Sénateur pour la Santé et les Sports                                                |                           | Herbert Brückner (jusqu'au 31.01.1987) | SPD   |
| Sénateur pour la Santé et les Sports                                                | Intérim de Henning Scherf |                                        | SPD   |
| Sénatrice pour la Protection de l'environnement                                     |                           | Eva-Maria Lemke                        | SPD   |
| Sénateur pour l'Éducation, la Science et la Culture                                 |                           | Horst Werner Franke                    | SPD   |
| Sénateur pour le Travail                                                            |                           | Claus Grobecker (jusqu'au 31.12.1985)  | SPD   |
| Sénateur pour le Travail                                                            | Eva-Maria Lemke           |                                        | SPD   |
| Sénateur pour la Jeunesse et les Affaires sociales Vice-président du Sénat          |                           | Henning Scherf                         | SPD   |